# Mount Hulth
Mount Hulth är ett berg i Antarktis. Det ligger i Västantarktis. Argentina, Chile och Storbritannien gör anspråk på området. Toppen på Mount Hulth är 1 470 meter över havet.
Terrängen runt Mount Hulth är varierad. Området är obefolkat.